# Зар заман
Зар заман, Лихолетье (скорбные времена) — период ликвидации царским правительством ханской власти в XIX веке, после введения в 1867—1868 гг. «Положения об управлении казахами» и установления на его основе нового порядка. В связи с отменой ханской власти, были утеряны основные устои, на которых держалось традиционное казахское общество. Получило название по песне-толгау «Зар заман» акына Шортанбая Канайулы. Позднее возникло литературное течение «Зар заман», нашедшее отражение в творчестве Дулата Бабатайулы, Шортанбая Канайулы, Мурата Монкеулы, Абубакира Кердери и др. Основная тема их творчества — протест против экономической, политической, культурной, колонизации Российской империей Казахской степи. В их произведениях нашли отражение объективно существующее ухудшение положения народа, усугубившееся в результате лишения обширных пастбищ и плодородных земель, бесчинств, насилия и взяточничества со стороны чиновников, упадка этических ценностей, отход от канонов ислама и т. д. Не сумев найти путей будущего, многие из них обратились к идеализации прошлого, что привело к сложным противоречиям в их творчестве. Другие искали утешение в мечтах о лучшей жизни в ином мире. Всех их объединяло упадническое настроение: скорбь о былом, боязнь грядущего. Вместе с тем, они стремились к реалистичности, достоверности и конкретности психологических образов и внесли определённый вклад в развитие казахского литературного языка.